# Dan Frost
Dan Frost (Frederiksberg, Hovedstaden, 22 de maig de 1961) va ser ciclista danès que s'especialitzà en el ciclisme en pista, on va aconseguir una medalla d'or als Jocs Olímpics de Seül en Puntuació.
Un cop retirat, ha dirigit diferents equips.
És el germà del també medallista a Barcelona en Persecució per equips Ken Frost.

## Palmarès en pista
- 1981
  -  Campió de Dinamarca amateur en Persecució
- 1982
  -  Campió de Dinamarca amateur en Puntuació
- 1983
  -  Campió de Dinamarca amateur en Puntuació
  -  Campió de Dinamarca amateur en Persecució per equips
- 1984
  -  Campió de Dinamarca amateur en Persecució per equips
- 1985
  -  Campió de Dinamarca amateur en Persecució
  -  Campió de Dinamarca amateur en Persecució per equips
- 1986
  -  Campió del món en Puntuació amateur
  -  Campió de Dinamarca amateur en Persecució
  -  Campió de Dinamarca amateur en Persecució per equips
- 1987
  -  Campió de Dinamarca amateur en Puntuació
  -  Campió de Dinamarca amateur en Persecució per equips
- 1988
  -  Medalla d'or als Jocs Olímpics de Seül en Puntuació
  -  Campió de Dinamarca amateur en Persecució per equips
- 1989
  -  Campió de Dinamarca amateur en Puntuació
  -  Campió de Dinamarca amateur en Persecució per equips
- 1990
  -  Campió de Dinamarca amateur en Persecució per equips

## Palmarès en ruta
- 1980
  -  Campió de Dinamarca amateur en Contrarellotge per equips
- 1985
  -  Campió de Dinamarca amateur en Ruta
- 1990
  -  Campió de Dinamarca amateur en Contrarellotge